# ولیکو شیریه
ولیکو شیریه (اسلوونیایی: Veliko Širje) یک زیستگاه انسانی در اسلوونی است که در Lower Styria واقع شده‌است.

## خصوصیات
ولیکو شیریه ۶٫۲۳ کیلومترمربع مساحت و ۲۵۹ نفر جمعیت دارد و ۳۶۴٫۷ متر بالاتر از سطح دریا واقع شده‌است.